# 154 a. C.
El año 154 a. C. fue un año del calendario romano prejuliano. En el Imperio romano, fue conocido como el año 600 Ab Urbe condita.

## Acontecimientos
- Roma declara la guerra a la ciudad de Segeda, de la tribu de los bellos, por no destruir sus murallas, comienzo de la segunda guerra celtíbera.[1]
- El gobierno romano decreta que el 1 de enero sea en adelante considerado el primer día del año.[2]

## Nacimientos
- Cayo Sempronio Graco, hijo de Tiberio Sempronio Graco y Sempronia.